# Kłobia Nowa
Kłobia Nowa – wieś w Polsce położona w województwie kujawsko-pomorskim, w powiecie włocławskim, w gminie Lubraniec.
W latach 1975–1998 miejscowość administracyjnie należała do województwa włocławskiego. Kłobia Nowa i Kłobia traktowane są przez mieszkańców jako jedna wieś, dlatego w większości sytuacji funkcjonuje sama nazwa Kłobia. Według Narodowego Spisu Powszechnego (III 2011 r.) liczyła 85 mieszkańców. Jest 36. co do wielkości miejscowością gminy Lubraniec.